# U-390
| U-390                      | U-390                                                          | U-390                                                          |
| -------------------------- | -------------------------------------------------------------- | -------------------------------------------------------------- |
|                            |                                                                |                                                                |
|                            |                                                                |                                                                |
|                            |                                                                |                                                                |
| Під прапором               | Третій рейх                                                    | Третій рейх                                                    |
| Спуск на воду              | 23 січня 1943 року                                             | 23 січня 1943 року                                             |
| Виведений зі складу флоту  | 5 липня 1944 року                                              | 5 липня 1944 року                                              |
| Сучасний статус            | затоплений                                                     | затоплений                                                     |
| Проєкт                     |                                                                |                                                                |
| Тип ПЧ                     | Торпедний ДПЧ                                                  | Торпедний ДПЧ                                                  |
| Основні характеристики     |                                                                |                                                                |
| Швидкість (надводна)       | 17,7 вузлів                                                    | 17,7 вузлів                                                    |
| Швидкість (підводна)       | 7,6 вузлів                                                     | 7,6 вузлів                                                     |
| Робоча глибина занурення   | 100 м                                                          | 100 м                                                          |
| Гранична глибина занурення | 220 м                                                          | 220 м                                                          |
| Екіпаж                     | 44 осіб                                                        | 44 осіб                                                        |
| Розміри                    |                                                                |                                                                |
| Довжина найбільша (по КВЛ) | 67,1 м                                                         | 67,1 м                                                         |
| Ширина корпусу найб.       | 6,2 м                                                          | 6,2 м                                                          |
| Висота                     | 9,6 м                                                          | 9,6 м                                                          |
| Середня осадка (по КВЛ)    | 4,70 м                                                         | 4,70 м                                                         |
| Водотоннажність надводна   | 769 т                                                          | 769 т                                                          |
| Озброєння                  |                                                                |                                                                |
| Артилерія                  | одна палубна гармата калібру 88-мм, одна 20-мм зенітна гармата | одна палубна гармата калібру 88-мм, одна 20-мм зенітна гармата |
| Торпедно- мінне озброєння  | 4 носових і один кормовий ТА. 14 торпед або 26 мін             | 4 носових і один кормовий ТА. 14 торпед або 26 мін             |

U-390 — німецький підводний човен типу VIIC, часів  Другої світової війни.
Замовлення на будівництво човна було віддане 21 листопада 1940 року. Човен був закладений на верфі суднобудівної компанії «Howaldtswerke AG» у Кілі 6 грудня 1941 року під заводським номером 21, спущений на воду 23 січня 1943 року, 13 березня 1943 року увійшов до складу 5-ї флотилії. Також за час служби входив то складу 7-ї флотилії. Єдиним командиром човна був оберлейтенант-цур-зее резерву Гайнц Гайсслер.
Човен зробив 3 бойових походи, в яких потопив 1 допоміжний військовий корабель.
Потоплений 5 липня 1944 року в Англійському каналі (49°52′ пн. ш. 00°48′ зх. д. / 49.867° пн. ш. 0.800° зх. д.) глибинними бомбами британських есмінця «Вондерер» і фрегата «Таві». 48 членів екіпажу загинули, 1 врятований.

## Потоплені та пошкоджені кораблі[3]
| Назва              | Тип                   | Належність      | Дата         | Тоннаж (БРТ) | Вантаж | Статус    | Місце                                                      |
| HMS Ganilly (T367) | протичовновий траулер | Велика Британія | 5 липня 1944 | 545          |        | потоплено | 49°36′ пн. ш. 00°57′ зх. д. / 49.600° пн. ш. 0.950° зх. д. |